# Kasrbhosga, Jevargi
Kasrbhosga là một làng thuộc tehsil Jevargi, huyện Gulbarga, bang Karnataka, Ấn Độ.